# Heath, Ohio
Heath är en stad i Licking County i Ohio. Vid 2010 års folkräkning hade Heath 10 310 invånare.